# Amilna Estevão
Amilna Estêvão (4 de febrero de 1999) es una modelo angoleña. Models.com la ha posicionado como una de las Top 50 modelos de la industria.

## Carrera
Amilna Estêvão fue recrutada en Angola por la agencia Da Banda Model Management ganando Elite Model Look Angola 2013 . Se convirtió en la primera finalista de raza negra en el top 3 de Elite Model Look 2013 . Más tarde, firmó un contrato con Elite Worldwide y debutó en la semana de la moda 2015 desfilando para Prada, Fendi, Balenciaga, Alexander Wang, y Moschino. Ese mismo año caminó para Prabal Gurung, Gucci, Kenzo, Burberry Prorsum, Givenchy, Alberta Ferretti, Lanvin, y Bottega Veneta, entre otros.